# Cadel Evans Great Ocean Road Race 2023 (Frauen)
Das Cadel Evans Great Ocean Road Race 2023 war ein Straßenrennen für Frauen. Es war die Wiederaufnahme des Rennens nach zwei Jahren Pause infolge der Corona-Pandemie, und zwar am 28. Januar 2023, einen Tag vor dem gleichnamigen Männer-Rennen. Das Rennen war Teil der UCI Women’s WorldTour.

## Teilnehmende Mannschaften
| UCI Women's WorldTeams (6)- EF Education-TIBCO-SVB - FDJ-Suez - Human Powered Health - Israel-Premier Tech Roland - Trek-Segafredo - Team Jayco AlUla UCI Women's Continental Teams (5)- Ara-Skip Capital - BridgeLane Women - Coop-Hitec Products - St Michel-Mavic-Auber93 - Zaaf Cycling Team Nationalmannschaft- Australien |
| |

## Streckenführung
Start und Ziel des Rennens waren in Geelong. Die ersten drei Viertel des Rennens bestanden aus einer großen Runde im Süden der Stadt bis hin zur Küste. Das Finale bestand aus zwei 16,7 Kilometer langen Runden im Stadtgebiet mit den Steigungen der Challambra Crescent und der Melville Avenue, 9 bzw. 5 Kilometer vor dem Ende. Die Ziellinie befand sich auf der Promenade entlang der Corio Bay.
Außer dem Tagessieg wurden mehrere Sonderwertungen vergeben. Die Bergwertung umfasste die Steigung zu Beginn des Rennens aus Geelong heraus sowie die beiden Befahrungen der Challambra Crescent. Sprintwertungen gab es in Torquay, Barwon Heads sowie bei der letzten Zieldurchfahrt. In die Teamwertung gingen die drei schnellsten Fahrerinnen jeder Mannschaft ein. Die Nachwuchswertung ging an die bestplatzierte U23-Fahrerin.

## Rennverlauf und Ergebnis
Bei der ersten Befahrung der Challambra Crescent bildete sich eine Spitzengruppe mit Amanda Spratt und Loes Adegeest sowie sieben weiteren Fahrerinnen. Sie gewannen einen Vorsprung von 20 Sekunden, wurden aber noch vor der Zieldurchfahrt von einem stark reduzierten Feld eingeholt. Auf der zweiten Befahrung der Challambra Crescent ging Spratt erneut in die Offensive. Nur Adegeest konnte mithalten, hielt sich während der Steigungen hartnäckig an Spratts Hinterrad, bevor sie auf den letzten Kilometern ebenfalls Führungsarbeit übernahm. Eine vierköpfige Verfolgergruppe, in der Spratts Teamkollegin Brodie Chapman die Nachführarbeit behinderte, kam nicht an die beiden heran. Im Sprint siegte Adegeest knapp vor Spratt.
Die Bergwertung ging ebenfalls an Loes Adegeest, die Sprintwertung an Georgina Howe, die Teamwertung an Jayco AlUla und die Nachwuchswertung an Josie Nelson.
| \| Gesamtwertung \| Gesamtwertung \| Gesamtwertung \| Gesamtwertung \| Gesamtwertung \| \| Fahrerin \| Fahrerin \| Land \| Team \| Zeit \| \| ------------- \| ----------------------- \| ---------------------- \| ------------------------ \| --------------- \| \| 1. \| Loes Adegeest \| Niederlande \| FDJ-Suez \| 3 h 52 min 47 s \| \| 2. \| Amanda Spratt \| Australien \| Trek-Segafredo \| + 0 s \| \| 3. \| Nina Buysman \| Niederlande \| Human Powered Health \| + 4 s \| \| 4. \| Josie Nelson \| Vereinigtes Königreich \| Coop-Hitec Products \| + 4 s \| \| 5. \| Danielle De Francesco \| Australien \| Zaaf Cycling Team \| + 4 s \| \| 6. \| Henrietta Christie \| Neuseeland \| Human Powered Health \| + 4 s \| \| 7. \| Ruby Roseman-Gannon \| Australien \| Team Jayco AlUla \| + 4 s \| \| 8. \| Georgia Williams \| Neuseeland \| EF Education-TIBCO-SVB \| + 4 s \| \| 9. \| Kristabel Doebel-Hickok \| Vereinigte Staaten \| EF Education-TIBCO-SVB \| + 4 s \| \| 10. \| Simone Boilard \| Kanada \| St Michel-Mavic-Auber 93 \| + 4 s \| |                         |                        |                          |                 |
| |                         |                        |                          |                 |
| Quelle: ProCyclingStats |                         |                        |                          |                 |
| Gesamtwertung |                         |                        |                          |                 |
| Fahrerin | Fahrerin                | Land                   | Team                     | Zeit            |
| 1. | Loes Adegeest           | Niederlande            | FDJ-Suez                 | 3 h 52 min 47 s |
| 2. | Amanda Spratt           | Australien             | Trek-Segafredo           | + 0 s           |
| 3. | Nina Buysman            | Niederlande            | Human Powered Health     | + 4 s           |
| 4. | Josie Nelson            | Vereinigtes Königreich | Coop-Hitec Products      | + 4 s           |
| 5. | Danielle De Francesco   | Australien             | Zaaf Cycling Team        | + 4 s           |
| 6. | Henrietta Christie      | Neuseeland             | Human Powered Health     | + 4 s           |
| 7. | Ruby Roseman-Gannon     | Australien             | Team Jayco AlUla         | + 4 s           |
| 8. | Georgia Williams        | Neuseeland             | EF Education-TIBCO-SVB   | + 4 s           |
| 9. | Kristabel Doebel-Hickok | Vereinigte Staaten     | EF Education-TIBCO-SVB   | + 4 s           |
| 10. | Simone Boilard          | Kanada                 | St Michel-Mavic-Auber 93 | + 4 s           |